# أطلانطس (رواية)
أطلانطس (بالفرنسية: L'Atlantide) هي رواية خيالية للكاتب الفرنسي بيير بينوا، نشرت في فبراير 1919. ترجمت إلى الإنجليزية في عام 1920. كانت رواية "أتلانتيد" هي الرواية الثانية لبينوا، بعد كونيغسمارك ، وفازت بالجائزة الكبرى من الأكاديمية الفرنسية. نشرت الترجمة الإنجليزية للرواية لأول مرة في الولايات المتحدة في Adventure.

## الملخص
في عام 1896 في الصحراء الجزائرية-الفرنسية. يحقق الضابطان أندريه دي سان أفيت وجان مورهانغ في اختفاء زملائهما الضباط. وأثناء قيامهما بذلك، يخدرهما ويختطفهما محارب طارقي.